# Кумыс
Кумы́с — кисломолочный напиток, изготавливаемый из молока кобылы, получается в результате молочнокислого и спиртового брожения при помощи болгарской и ацидофильной молочнокислых палочек и дрожжей. Напиток пенный, беловатого цвета, вкус — кисловато-сладкий. Он распространён в кухне Казахстана, Кыргызстана, Монголии, а также тюркских и монгольских регионов России (Алтай, Башкортостан, Бурятия, Дагестан, Кабардино-Балкария, Калмыкия, Чувашия, Карачаево-Черкесия, Тыва, Хакасия, Саха (Якутия)).
В зависимости от закваски, длительности и условий, кумыс получается разным: бывает весьма крепкий, с повышенным содержанием спирта, который может опьянять, приводя человека в возбуждённо-хмельное состояние, а бывает, наоборот, слабозаквашенный — саумал.

## История
Впервые готовить кумыс начали кочевые племена Центральной Азии и Монголии. Самые ранние найденные следы употребления кумыса соответствуют эпохе энеолита (5 500 лет назад). 
Археологические исследования ботайской культуры древнего Казахстана выявили следы молока в мисках с поселения Ботай, что свидетельствует о том, что молочные животные были тогда уже приручены. Пока что не было обнаружено конкретных доказательств его ферментации, но, учитывая местоположение ботайской культуры и питательные свойства кобыльего молока, вероятность этого высока.
В долине Сусамыр, среди прочих свидетельств приручения лошадей, были обнаружены кожаные сумки из козьих шкур со следами кобыльего молока, возможно, сброженного как кумыс. Способ приготовления кумыса кочевники веками хранили в тайне.
Одно из первых упоминаний о кумысе можно найти в трудах древнегреческого историка Геродота (484—424 гг. до н. э.), который, описывая быт скифов, рассказывал, что у них был любимый напиток, приготовляемый путём сбивания кобыльего молока в глубоких деревянных кадках. Согласно Геродоту, скифы настолько боялись «утечки информации» о кумысе, что ослепляли всех невольников, знавших способ его приготовления.
Упоминание о кумысе можно встретить и в древнерусской Ипатьевской летописи. Французский монах и миссионер XIII века Гийом де Рубрук, рассказывая о своём путешествии в «Тартарию» в 1253 году, первым подробно описал приготовление, вкус и действие кумыса, не вполне верное, но позволяющее составить некоторое представление о напитке.

## Приготовление
Для приготовления кумыса используется кобылье молоко. Кобыла доится с интервалом через час, так как вымя у кобыл маленькое и каждая дойка даёт лишь около 1 литра молока, за весь день дойки собирается около 5 литров молока. При дойке обязательно подводится жеребёнок, который начинает сосать вымя, иначе кобыла не даст доить, затем он отводится и дальше доит доярка.
Для сбивания кумыса используется мешок из цельной козьей кожи или деревянный бочонок. Бочонок для сбивания кумыса представляет собой цилиндрическую сужающуюся кверху ёмкость диаметром 20—40 см и высотой около метра, закрытую сверху крышкой с отверстием по центру. В указанное отверстие вставляется сбивалка (шест, на конце снабжённый крестовиной или диском с отверстиями). В оставшееся небольшое количество кумыса (для закваски) доливается свежее кобылье молоко. После этого в течение суток/двух кумыс необходимо регулярно взбалтывать по нескольку часов. Иногда (редко) в кумыс добавляется кусок засоленного конского жира для смягчения вкуса и повышения жирности. Иногда сбитый молочный жир плавает на поверхности кумыса мелкими тёмно-серыми сгустками. Иногда добавляются для взбивания свежие густые сливки, что тоже улучшает вкусовые качества кумыса.
Периодически (через две-три недели) бочонок для закваски и сбивания кумыса полностью освобождается, он тщательно промывается, смазывается сливочным маслом и коптится изнутри. При копчении бочонка используются ветки таволги, розжиг осуществляется обычно берестой.
Большое распространение имеют ёмкости из цельной козьей кожи — сабаа (большая ёмкость), торсук (малая ёмкость). Преимуществом кожаной ёмкости является их удобство для кочевой жизни. Из верблюжьей кожи изготавливаются и кумысные фляжки коокор для всадников.
Кумыс бывает только живой и длительному хранению не подлежит. Невозможность промышленного приготовления, розлива и хранения, а также сложности с доением делают кумыс дорогим и мало распространённым. В последние годы предпринимаются меры по розливу в бутылки и продаже в торговой сети, однако качество, вкусовые свойства и полезность при этом уступают оригинальному кумысу.

## Состав и свойства
При кумысном брожении белок превращается в легкоперевариваемые вещества, а молочный сахар — в молочную кислоту, этиловый спирт, углекислоту и целый ряд ароматических веществ. Все это создаёт высокую питательность кумыса, лёгкую усваиваемость, приятный вкус и аромат.
Обычно кумыс содержит от 0,5 % до 2,5 % этилового спирта. Крепкий натуральный кумыс (только из кобыльего молока) может содержать до 4,5 % спирта. Кислотность: 60—120 °Т.
| Витамины             | Содержание в кумысе мкг/л |
| -------------------- | ------------------------- |
| Тиамин (B1)          | 203,4                     |
| Рибофлавин (B2)      | 375,0                     |
| B12                  | 2,1                       |
| Пантотеновая кислота | 2010,0                    |
| Фолиевая кислота     | 265,0                     |
| Биотин               | 1,2                       |
| Витамин C            | 93,2                      |

Кумыс получается путём сквашивания молока с молочнокислыми бактериями и дрожжами, которые синтезируют витамины группы С и В, образуют алкоголь, обильно выделяют углекислоту, которая придаёт кумысу характер освежающего шипучего напитка. Благодаря воздействию микроорганизмов белки кумыса находятся в большей своей части в растворённом или полурастворённом состоянии, а нерастворённые белки — в виде мельчайших хлопьев.

## Применение
Кумыс используют при туберкулёзе, цинге, гастритах, заболеваниях поджелудочной железы, малокровии, неврастении, сердечно-сосудистых заболеваний и брюшном тифе.
Помимо болезней человека, кумыс применяется и при лечении животных — диспепсии, заживления ран.
На основе лечебных свойств кумыса была разработана целая система оздоровления — кумысолечение.

### Лечебные свойства
Кумыс используется в целях профилактики туберкулеза. Ещё в конце XIX века в своей докторской диссертации Н. Ф. Голубов впервые указал, что молочнокислая бактерия, встречающаяся в кумысе, может иметь 2 формы: Bacterim и Bacillus; действие кумыса он пытался объяснить с позиций клеточной патологии, указывая, что клеточный обмен усиливается под влиянием большого количества выпиваемого кумыса, содержащего в оптимальном для усвоения виде, много углекислоты, молочной кислоты, алкоголя и белков. Кумыс оказывает стимулирующее действие на пищеварение, кровь и кровообращение.
Кумыс содержит большое количество питательных усвояемых на 95 % веществ, среди которых витамины (А, Е, С, группы В), минералы (железо, йод, медь), жиры и живые кисломолочные бактерии.
Полезные свойства кумыса были исследованы Н. В. Постниковым в 1858 г. и на основе его научных трудов были открыты здравницы и созданы основные методики лечения различных заболеваний кумысом.
Смысл кумысолечения сводится к дозированному употреблению кумыса по составленному индивидуальному расписанию в сочетании с климатотерапией на специально оборудованных курортах. При кумысолечении следует значительно снизить питательную ценность основного пищевого рациона для предупреждения избыточного питания.
Первый кумысолечебный санаторий был организован в 1858 году доктором Н. В. Постниковым близ Самары. Постников всего в трёх словах выразил сущность действия этого напитка на организм человека: «nutrit, roborat, etalterat» — «питает, укрепляет, обновляет». Позднее кумысолечебницы были организованы в Поволжье, Бурятии, Кыргызстане, Башкортостане. Кумысолечение проводилось и в обычных лечебных учреждениях других районов. К кумысотерапии прибегали Л. Н. Толстой и А. П. Чехов. Организованное кумысолечение осуществлялось только в бывшем СССР. С распадом СССР перестала существовать и организованная сеть здравниц, практикующих кумысолечение.
На начало 2020 года на территории Башкортостана остались действующие санатории, практикующие кумысотерапию, например, санатории «Шафраново» и «Юматово».

## Современное производство и потребление
В настоящее время кумыс массово потребляется в Казахстане, Монголии, Кыргызстане, ряде субъектов Российской Федерации и других странах. Также осуществляется и промышленное производство (в небольших масштабах) кумыса, имеются кумысофермы и т. д. В Российской Федерации кумыс изготавливается в Ростовской, Тверской, Ярославской областях, республиках Марий Эл, Алтай, Якутии и др. Лидерские позиции занимает Башкортостан — здесь производится более 63 % российского кумыса.
В Башкортостане также регулярно проводятся региональные конкурсы кумысоделов. Одним из элементов комплекса кумысной посуды у башкир является ижау — ковш для разливания кумыса в виде водоплавающей птицы, зверей, который изготавливается народными мастерами из цельного куска дерева разных пород.
Кумыс может употребляться как в чистом виде, так и в составе других напитков, например, ак-серке — шорпо, приправленный кумысом или айраном.